# Conflitto in Sudan del 2023
Il conflitto in Sudan del 2023 ha avuto inizio il 15 aprile 2023 in Sudan, e vede contrapposti due gruppi militari, i cui capi erano anche membri del principale organo esecutivo del Paese, il Consiglio sovrano. Le due principali parti in causa sono le Forze armate sudanesi, capeggiate dal generale Abdel Fattah Abdelrahman Burhan, e dall'altra le Rapid Support Forces, un gruppo paramilitare controllato da Mohamed Hamdan Dagalo.
Lo scontro tra queste due fazioni avvenne sia a causa dell'instabilità dovuta alla grave crisi economica del Paese, sia per ragioni politiche: dopo un primo (2019) e un secondo colpo di Stato (2021), un accordo per un periodo di transizione verso un governo civile prevedeva lo scioglimento delle Rapid Support Forces e l'inquadramento dei loro membri nell'esercito regolare. Gli attriti tra Burhan e Dagalo sulle tempistiche e le modalità dello scioglimento furono una delle cause scatenanti del conflitto.
I combattimenti comportarono una gravissima crisi umanitaria: a gennaio 2025 vennero stimate più di 60 000 vittime, 11 milioni di persone costrette a lasciare le proprie case, e vi furono gravi episodi di carestia. Tra il 22 e il 23 aprile 2024, vennero evacuati per via aerea e navale diversi cittadini provenienti da vari Paesi. La gravità del conflitto spinse Edem Wosornu, direttrice delle operazioni dell'Ufficio delle Nazioni Unite per gli affari umanitari, a dichiarare che quello del Sudan "è uno dei peggiori disastri umanitari a memoria d'uomo".

## Contesto
Il Sudan proveniva da un periodo di forte instabilità politica e economica: nell'aprile 2019 il presidente Omar Al Bashir, al potere da più di trent'anni, venne destituito da un colpo di Stato organizzato dai militari e a seguito di partecipate proteste popolari. Anche dopo il colpo di Stato le proteste continuarono poiché il capo della giunta militare, il generale Ahmed Awad Ibn Auf, era considerato troppo vicino a Omar Al Bashir. Poco dopo al posto di Auf subentrò l’ex capo di stato maggiore Abdel Fattah Abdelrahman Burhan, che si mise a capo di un nuovo organo governativo, il Consiglio sovrano composto da civili e militari. Il vicecapo del Consiglio sovrano era il generale Mohamed Hamdan Dagalo, detto Hemedti, che esercitava una grande influenza negli affari del paese grazie al controllo del gruppo paramilitare delle Rapid Support Forces.
Il governo di transizione frutto dell'accordo tra i militari e le forze di opposizione a Bashir venne a sua volta rovesciato da un altro colpo di Stato organizzato dal generale Abdel Fattah Abdelrahman Burhan. Anche in questa occasione, venne creato un nuovo Consiglio sovrano presieduto da Burhan e Mohamed Hamdan Dagalo. Nel dicembre 2022 venne stipulato un nuovo accordo tra i militari e i gruppi pro-democrazia per la transizione verso un regime democratico. Al pari del precedente accordo del 2019, le tempistiche e la modalità della transizione erano descritte in maniera molto vaga. Fra le altre cose, veniva specificato che le Rapid Support Forces avrebbero dovuto fondersi con l'esercito regolare, ma mentre il generale Burhan proponeva un orizzonte temporale di due anni, il capo del gruppo Dagalo sosteneva che sarebbero serviti almeno dieci anni. Tale differenza di vedute si spiegava con il fatto che l'unione delle Rapid Support Forces con l'esercito regolare avrebbe indebolito considerevolmente il potere detenuto da Dagalo. Le tensioni tra i due militari crebbero rapidamente, con accuse e attacchi reciproci.

## Le parti in causa

### Forze Armate Sudanesi e Abdel Fattah Burhan

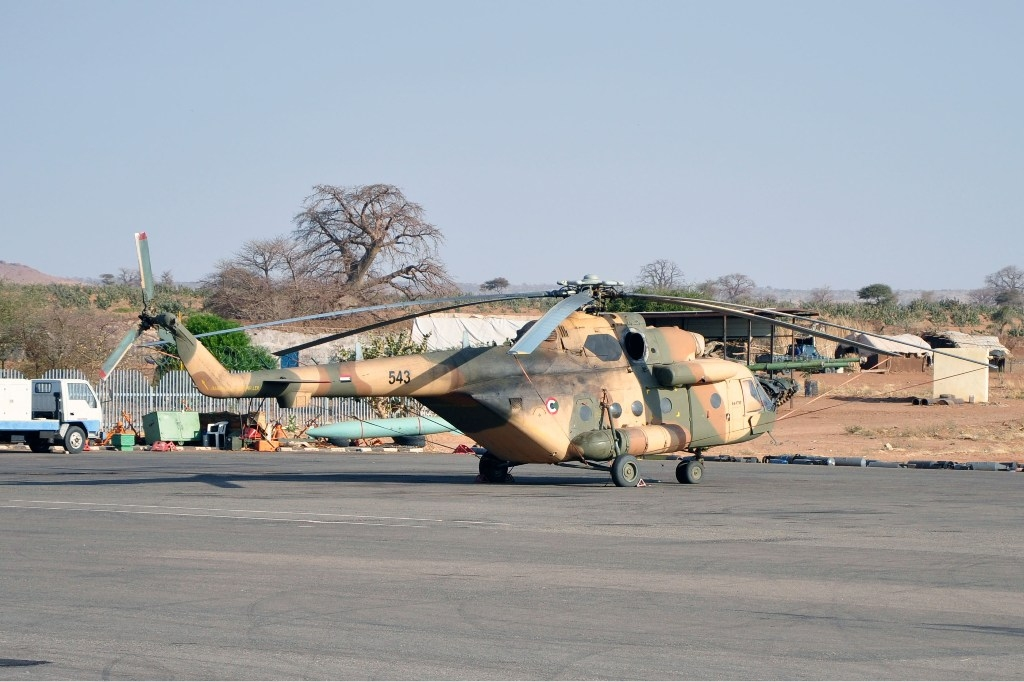
Un elicottero Mil Mi-171Sh Baikal in dotazione all'aeronautica militare sudanese

All'inizio del conflitto il generale Abdel Fattah Abdelrahman Burhan era il comandante delle Forze armate sudanesi e il capo del Consiglio sovrano, l'organo esecutivo del Paese formato dopo il colpo di stato del 2021. Durante il conflitto del Darfur partecipò ai combattimenti come comandante regionale dell'esercito, e ebbe i primi contatti con Mohamed Hamdan Dagalo. La sua ascesa al potere iniziò dopo il colpo di Stato del 2019 e la caduta di Omar al-Bashir e del suo immediato successore, l'allora ministro della difesa Ibn Auf. Da quel momento Burhan, a capo del primo Consiglio sovrano assieme a Dagalo, consolidò il suo potere e il controllo dell'esercito.
Secondo il CIA World Factbook, all'inizio del conflitto l'esercito contava fino a 200 000 soldati. L'aviazione e i mezzi corazzati sono principalmente di fabbricazione cinese, russa e sovietica, in aggiunta a una produzione interna tramite compagnie statali di sistemi di armamento sotto licenza di origini cinesi, russe, turche e ucraine. L'esercito dispone anche di una marina e di un'aviazione. Le forze armate sudanesi godevano anche del supporto della Central Reserve Police, un'unità di polizia con addestramento militare, comprendente circa 80 000 unità. Il gruppo opera specialmente a Khartum ed è specializzato in combattimenti in aree urbane.

### Rapid Support Forces e Mohamed Hamdan Dagalo

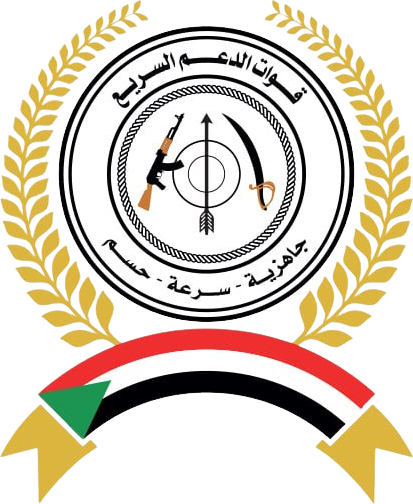
Emblema delle Rapid Support Forces

Le Rapid Support Forces (RSF), in italiano "Forze di Supporto Rapido", sono un gruppo paramilitare creato nel 2013 e capeggiato dal generale Mohamed Hamdan Dagalo. Il gruppo ebbe origine dai Janjaweed, miliziani filogovernativi utilizzati negli anni 2000 dal regime di Omar al-Bashir per reprimere la ribellione in Darfur. Tali milizie erano composte in particolare da combattenti di etnia araba appartenenti alla tribù nomade dei Rizeigat, provenienti dal Darfur settentrionale e dalle zone limitrofe del Ciad.
Dagalo faceva parte dei Janjaweed, e nel 2007 minacciò assieme agli uomini della sua brigata un ammutinamento a causa dei ritardi nelle loro paghe. Riuscì così a stipulare un accordo con Omar al-Bashir, ottenendo le paghe per sé e per i suoi uomini e venendo nominato brigadier generale. Nel 2013 il regime di al-Bashir volle dare un maggior ruolo istituzionale a Dagalo e ai Janjaweed, creando così le Rapid Support Forces, di cui Dagalo fu subito nominato comandante. Nel 2017 le RSF presero il controllo delle miniere d'oro del Darfur, permettendo a Dagalo di diventare uno degli uomini più ricchi del Paese. Una parte consistente delle RSF combatté anche in Yemen e in Libia per conto dell'Arabia Saudita e degli Emirati Arabi Uniti, e il gruppo collaborò con la Russia e il gruppo Wagner per le operazioni minerarie nel Darfur.
Le RSF rimasero sempre un gruppo autonomo scollegato dall'esercito e sotto il controllo diretto di Dagalo. Si stima che all'inizio del conflitto contassero tra i 70 000 e i 150 000 combattenti e diverse migliaia di mezzi corazzati. Non disponevano tuttavia di aviazione e avevano prevalentemente esperienza in combattimenti nelle zone rurali del Paese.

### Sudan People's Liberation Movement–North

Bandiera del Sudan People's Liberation Movement–North

Il Sudan People's Liberation Movement–North (SPLM–N) è un'organizzazione politica e gruppo militare presente negli Stati di Nilo Azzurro e Kordofan Meridionale. Separatosi dal Sudan People's Liberation Movement dopo l'indipendenza del Sudan del Sud, è a sua volta diviso in tre fazioni, che prendono il nome dai loro rispettivi comandanti: Abdelaziz al-Hilu, Malik Agar, e Yasir Arman. L'SPLM-N (Agar) non è in lotta con il governo, al punto che Malik Agar venne nominato vice capo del Consiglio sovrano al posto di Dagalo a maggio 2023. Al contrario, l'SPLM-N (al-Hilu) entrò nel conflitto a giugno 2023, combattendo contro le forze governative nel Kordofan Meridionale. All'inizio del conflitto si stimò che l'SPLM-N (al-Hilu) disponesse di decine di migliaia di uomini e di artiglieria pesante.

## Il conflitto

### 15 aprile 2023: L'inizio delle ostilità
Il 13 aprile 2023 un gruppo di soldati delle Rapid Support Forces (RSF) con più di 200 veicoli al seguito circondò l'aeroporto di Merowe, dove si trovava una base militare dell'Egitto. Testimoni riferirono anche l'entrata di vari mezzi pesanti nella capitale Khartum. L'esercito sudanese denunciò le operazioni delle RSF, sostenendo che fossero avvenute in modo illegale e senza che ne venissero informati, mentre le RSF dichiararono che si trattavano di normali procedure di ricollocamento di uomini e mezzi. Vari membri del governo sudanese e delle diplomazie internazionali di Stati Uniti, Regno Unito e Unione europea invitarono a una risoluzione pacifica delle controversie e a una futura riunificazione dell'esercito sotto il controllo civile.

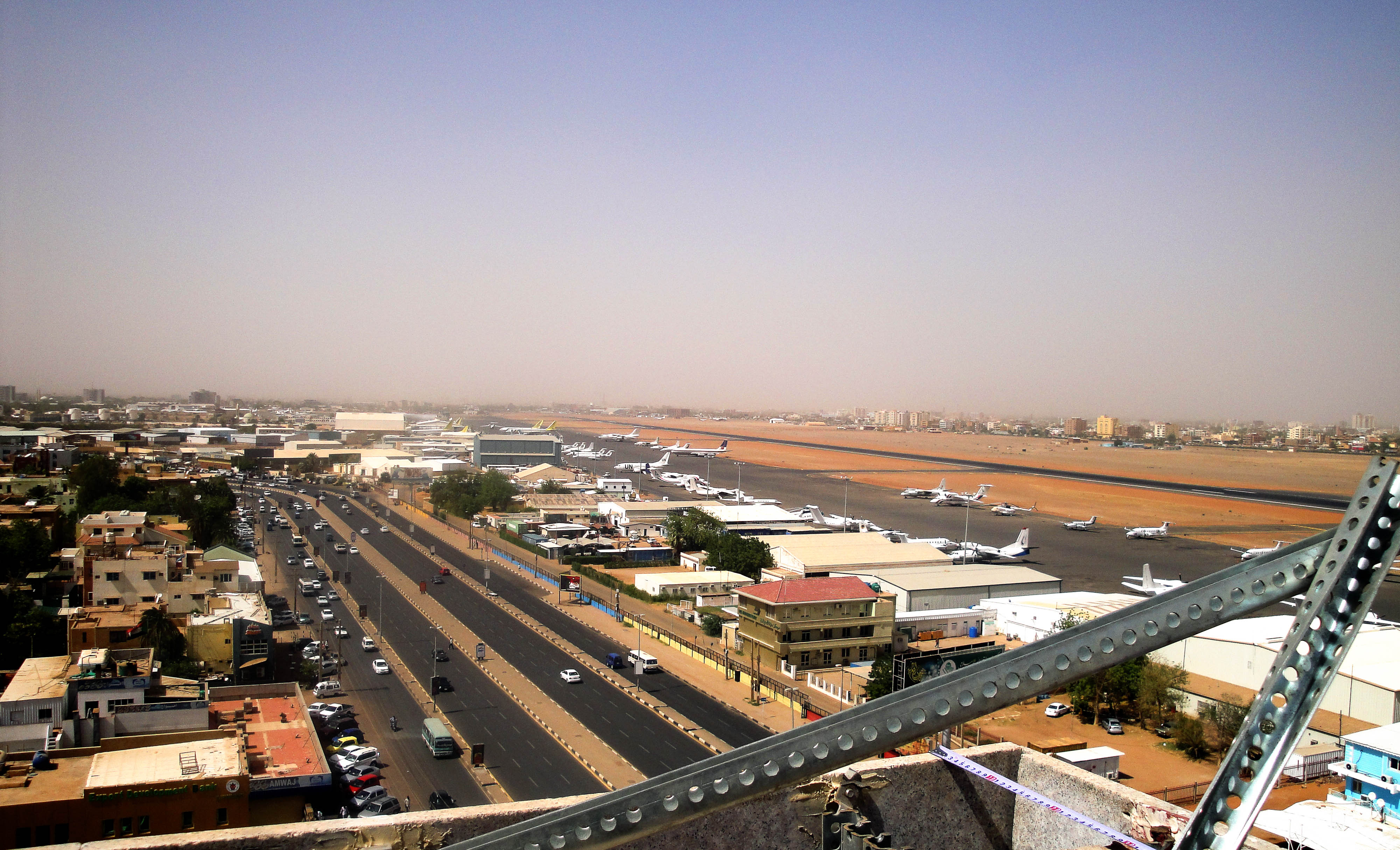
L'Aeroporto Internazionale di Khartum

Attorno alle 9 del mattino del 15 aprile 2023 iniziarono gli scontri tra l'esercito regolare e i membri delle Rapid Support Forces. Inizialmente gli scontri si erano concentrati in una base militare a sud di Khartum controllata dalle RSF, ma dopo poco tempo si allargarono al palazzo presidenziale, al quartier generale dell'esercito, alla sede della televisione di Stato sudanese, e all'aeroporto della città. Zone vicine a Khartum furono a loro volta coinvolte nei combattimenti, come ad esempio le città di Omdurman e di Bahrī. A Bahrī in particolare l'esercito utilizzò l'aviazione già dal 16 aprile 2023. Gli scontri si estesero anche in altre città del Paese: furono riportati combattimenti negli Stati settentrionali di Nord, Kordofan Settentrionale e Mar Rosso, e specialmente a Port Sudan, Merowe e al-Ubayyid. Anche la regione del Darfur, dove RSF aveva una forte presenza, fu interessata dai combattimenti, specialmente nei pressi di Geneina (Darfur Occidentale) e a Kabkabiya e Al-Fashir (Darfur Settentrionale).
Le informazioni sui combattimenti furono frammentate e confuse: dapprima le RSF dichiararono di aver preso il controllo di varie infrastrutture chiave di Khartum. Successivamente l'esercito sostenne che in realtà queste infrastrutture fossero ancora sotto il loro controllo. Entrambi gli schieramenti fecero uso di artiglieria e mezzi corazzati, e l'esercito ricorse anche all'aviazione. Il giorno successivo risultavano fra la popolazione civile almeno 59 morti e 500 feriti. Anche tre impiegati del Programma alimentare mondiale situati nella città di Kabkabiya vennero uccisi. Un aereo della compagnia aerea Saudia situato nell'aeroporto della capitale prese fuoco e un velivolo del Servizio aereo umanitario delle Nazioni Unite venne danneggiato come conseguenza degli intensi combattimenti. La fornitura di elettricità venne interrotta in alcune zone del Paese.

### Aprile 2023: Le reazioni internazionali e i tentativi di tregua
Le reazioni internazionali all'attacco furono generalmente unanimi nel chiedere un cessate il fuoco e una risoluzione pacifica del conflitto. I ministri degli esteri di Arabia Saudita, Emirati Arabi Uniti e Stati Uniti emisero un comunicato congiunto in cui chiedevano una interruzione delle ostilità e il proseguimento delle trattative per un accordo di governo tra civili e militari. Analoghi messaggi vennero inviati da rappresentanti delle Nazioni Unite, dell'Unione africana, dell'Unione europea, dell'Egitto, della Russia e del Ciad, che nel frattempo aveva chiuso il suo confine con il Sudan.
Il 18 aprile 2023 venne stipulata una tregua di 24 ore tra le due parti in causa tramite l'intermediazione dell'allora segretario di Stato statunitense Anthony Blinken. La sospensione dei combattimenti aveva lo scopo di permettere ai civili di evacuare le aree interessate dai combattimenti e di fare arrivare acqua e viveri. Tuttavia, il cessate il fuoco non venne rispettato e i combattimenti continuarono anche durante la tregua. Nonostante le pressioni internazionali, anche una proposta successiva di una tregua di tre giorni in corrispondenza della festività di Eid al-Fitr non ebbe seguito.
A causa dei combattimenti, migliaia di persone, specialmente quelle residenti nella periferia di Khartum, lasciarono il paese. Molti civili residenti nella capitale rimasero però bloccati nelle loro case a causa dell'intensità dei combattimenti. Tra il 22 e il 23 aprile 2023 venne organizzata l'evacuazione per via aerea di buona parte degli stranieri residenti nel paese, fra cui i cittadini di Regno Unito, Stati Uniti, Italia, Francia, Spagna, Germania, Belgio, Paesi Bassi, Giordania, Cina e Canada. Anche cittadini di altri paesi vennero evacuati tramite questi voli, partiti dal piccolo aeroporto di Wadi Sednia a nord di Khartum a causa dell'inagibilità dell'aeroporto internazionale. Cittadini di vari stati del Golfo Persico, dell'Egitto e del Pakistan lasciarono invece il Paese via nave diretti verso Gedda.
Un ulteriore accordo per una tregua di 72 venne raggiunto il 24 aprile 2023: iniziata alla mezzanotte del 24 aprile e con una durata prevista di 72 ore, aveva lo scopo di ultimare l'evacuazione dei cittadini stranieri dal Paese e permettere ai civili di lasciare le zone maggiormente interessate dai combattimenti. Tale tregua, raggiunta con la mediazione dei Paesi limitrofi, di Stati Uniti, Arabia Saudita e Regno Unito, venne successivamente estesa per altre 72 ore. Anche in questo caso, tuttavia, furono comunque riportati scontri a Khartum e nel Darfur: a Khartum in particolare vennero utilizzate artiglieria e aviazione anche presso uffici governativi e ospedali.

### Maggio 2023: Pre-negoziati in Arabia Saudita
A inizio maggio i combattimenti tra le due fazioni continuarono nonostante un accordo per una tregua di sette giorni mediato dal Sudan del Sud. Diversi ospedali di Khartum e del Darfur furono pesantemente danneggiati dai combattimenti e le loro attività furono gravemente compromesse.

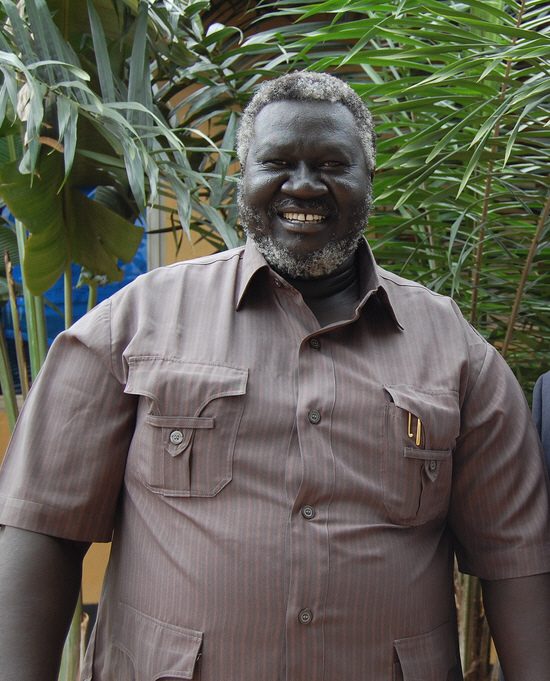
Malik Agar, nominato vicecapo del Consiglio sovrano al posto di Mohamed Hamdan Dagalo.

Il 6 maggio rappresentanti dell'esercito e delle Rapid Support Forces si incontrarono a Gedda per dei colloqui pre-negoziali organizzati da Arabia Saudita e Stati Uniti. I due paesi emisero una dichiarazione congiunta in cui esortarono «entrambe le parti a prendere in considerazione gli interessi della nazione sudanese e del suo popolo e a impegnarsi attivamente nei colloqui per un cessate il fuoco e la fine del conflitto». Tuttavia, le due parti non raggiunsero un accordo per una cessazione dei combattimenti, ma solo un impegno a creare corridoi umanitari per soccorsi e aiuti e a permettere ai civili di lasciare le zone maggiormente interessate dal conflitto.
Il 20 maggio 2023 il generale Abdel Fattah Abdelrahman Burhan, presidente del Consiglio sovrano, rimosse il vicepresidente Mohamed Hamdan Dagalo da tale organo. Al suo posto venne nominato Malik Agar. Nello stesso giorno venne stipulata un'altra tregua di sette giorni a partire dal 22 maggio, ma anche in questo caso i combattimenti non cessarono, non vennero creati corridori umanitari e solo un numero minimo di aiuti riuscì a arrivare agli ospedali e alla popolazione civile. Il 31 maggio il generale Abdel Fattah Abdelrahman Burhan dichiarò il suo ritiro dai colloqui organizzati da Stati Uniti e Arabia Saudita, sostenendo che le RSF non stessero rispettando gli accordi.
Nel frattempo i combattimenti continuarono, in particolare in Darfur, a Khartum e nelle città limitrofe di Omdurman e di Bahrī. Nella capitale, l'esercitò cercò di tagliare le linee di rifornimenti delle Rapid Support Forces mentre cercava di difendere le proprie basi. D'altra parte Dagalo e molti dei principali comandanti delle RSF erano asserragliati nel quartiere di Jabra, mentre le loro truppe portavano avanti un'offensiva nella parte sud-ovest della città. Le dichiarazioni di entrambe le parti sull'andamento del conflitto furono comunque poco credibili e difficili da verificare.

### Giugno-Agosto 2023
Il 1º giugno 2023 l'artiglieria dell'esercito presente nel quartiere di al-Shajara bombardò un mercato nel quartiere di Mayo a sud della capitale, lontano da possibili obiettivi militari, causando almeno 27 morti e 106 feriti. Il conflitto si inasprì anche nel Darfur e in particolare nella città di Kutum, nel Darfur Settentrionale, dove venne attaccato anche il campo profughi di Kassab, con almeno 40 morti e 12 feriti fra i civili. Le due fazioni in lotta cercarono di assicurarsi il controllo di infrastrutture chiave, come aeroporti e basi militari, nelle città della regione, fra cui Al-Fashir e Zalingei. Le forze delle RSF e le milizie arabe loro alleate marciarono verso Geneina, dove l'esercito stava reclutando membri delle tribù di etnia africana a difesa della città. Si verificarono anche numerosi saccheggi: a Nyala, nel Darfur Meridionale, i membri delle forze paramilitari presero d'assalto le banche poiché i loro beni e i loro conti erano stati congelati dal governo.

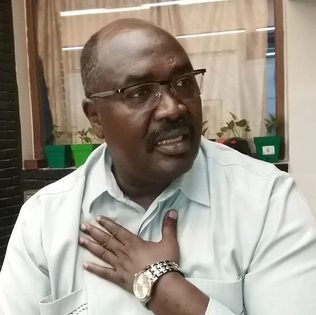
Khamis Abakar, governatore del Darfur Occidentale, ucciso dopo aver denunciato le violenze delle Rapid Support Forces.

Le notizie di uccisioni di massa nella regione portarono il governatore del Darfur Occidentale, Khamis Abakar, in una intervista a una televisione saudita, a accusare le Rapid Support Forces di genocidio e di violenze contro le popolazioni di etnia Massalit e non araba. Poche ore dopo, Abakar venne assassinato: rappresentanti dell'ONU nel paese accusarono dell'omicidio le Rapid Support Forces e le milizie arabe operanti nella zona. Alcuni filmati mostrarono un gruppo di uomini armati, alcuni con le uniformi delle RSF, che sequestravano il governatore. Anche l'inviato dell'ONU in Sudan, Volker Perthes, accusò le Rapid Support Forces e le milizie arabe loro alleate di uccisioni indiscriminate contro la popolazione civile. Le RSF compirono anche degli arresti contro capi e attivisti dei movimenti islamisti, storicamente alleati dell'ex dittatore Omar al-Bashir e largamente presenti nelle forze armate sudanesi.
Il 18 giugno venne annunciato un altro cessate il fuoco di 72 ore, ottenuto tramite la mediazione di Stati Uniti e Arabia Saudita. Il 25 giugno le RSF dichiarano di aver preso il controllo di una stazione della polizia di Khartum appartenente alla Central Reserve Police, un'unità di polizia con addestramento militare che combatteva assieme all'esercito regolare. A luglio 2023 continuarono le violenze contro la popolazione civile, fra cui l'uccisione di decine di persone per un bombardamento di un mercato e di diversi quartieri a Omdurman.
In questo periodo altri gruppi armati si unirono ai combattimenti. A inizio giugno la fazione del Sudan People's Liberation Movement–North (SPLM-N) capeggiata da Abdelaziz al-Hilu entrò nel conflitto nel Kordofan Meridionale e nel Nilo Azzurro, attaccando diverse basi militari delle Forze armate sudanesi e conquistando una decina di esse nei pressi di Kaduqli e Dilling. Anche le forze del Movimento per la Liberazione del Sudan della fazione di Abdul Wahid al-Nur intervennero nel conflitto a sostegno delle Forze armate sudanesi, ritornando nel Darfur Meridionale e attaccando le Rapid Support Forces presso Jebel Marra. Varie tribù del Darfur Meridionale si schierarono invece con le RSF.

### Settembre-Ottobre 2023

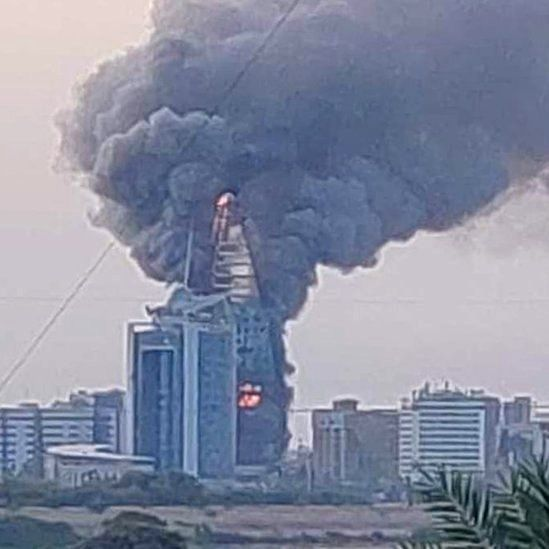
La Greater Nile Petroleum Oil Company Tower, pesantemente danneggiata dai combattimenti a Khartum nel settembre 2023.

A settembre 2023 i combattimenti a Khartum fra le Rapid Support Forces e le Forze armate sudanesi si intensificarono, con un maggior utilizzo di artiglieria e di droni. Le RSF adottarono la tattica di colpire una base militare dell'esercito alla volta, mentre le forze dell'esercito venivano impegnate in schermaglie in vari punti della città. L'uso dell'artiglieria e dei droni causò diverse vittime tra i civili, tra cui più di 40 persone uccise il 10 settembre da un drone aereo mentre si trovavano in un mercato nella parte meridionale della città. Durante i combattimenti, un iconico grattacielo della capitale, la Greater Nile Petroleum Oil Company Tower, venne pesantemente danneggiato. Gli scontri furono particolarmente intensi a sud della capitale, dove le RSF chiusero la strada principale di Jabal Awlia, attaccarono diverse basi militari dell'esercito e conquistarono al-Aylafon, sede di vari pozzi petroliferi.
Nel Darfur si intensificarono le operazioni militari della fazione al-Nur del Movimento per la Liberazione del Sudan, che occupò una vasta area tra il Darfur Centrale e il Darfur Meridionale. Si verificarono anche combattimenti tra diverse milizie locali, spesso motivate da conflitti etnici. Le Rapid Support Forces lanciarono diverse offensive per la conquista della capitale del Darfur Settentrionale, Al-Fashir, e il 26 ottobre le RSF presero il controllo di Nyala, capitale del Darfur Meridionale e seconda città più grande del paese. Il 31 ottobre conquistarono anche Zalingei, capitale del Darfur Centrale.
I combattimenti tra le RSF e l'esercito continuarono anche nel Kordofan Settentrionale e nel Kordofan Occidentale: le RSF presero il controllo dei pozzi petroliferi e dell'aeroporto di Baleela, nel Kordofan Occidentale. Nel Kordofan Meridionale, dopo un periodo di pausa, alla fine di settembre continuarono gli scontri tra le Forze armate sudanesi e la fazione di Al-Hilu del Sudan People’s Liberation Movement-North, che controllava vaste aree della regione. A ottobre, nello Stato di Gezira un importante comandante delle RSF, Abuagla Keikal, passò dalla parte dell'esercito assieme ai suoi uomini. Il 26 ottobre ripresero i colloqui di pace tra le Rapid Support Forces e le Forze armate sudanesi a Gedda.

## Coinvolgimento di paesi esteri

### Egitto
Sebbene ufficialmente l'Egitto non appoggi nessuna delle parti nel conflitto, secondo diversi media internazionali il paese avrebbe supportato le Forze armate sudanesi nel conflitto contro le Rapid Support Forces. Secondo il Wall Street Journal, nel settembre 2023 l'Egitto avrebbe fornito dei droni alle Forze armate sudanesi. A ottobre 2024 le RSF accusarono l'Egitto di essere stato coinvolto in alcuni bombardamenti contro le proprie posizioni a Jebel Moya, a sud di Khartum.
L'Egitto aveva da tempo dei legami con l'esercito sudanese, con cui compiva regolarmente delle esercitazioni congiunte, e ritiene la stabilità del Sudan come essenziale per la propria sicurezza nella regione del Nilo e del Mar Rosso. Il Sudan è considerato anche come un alleato nella disputa con l'Etiopia riguardo la Grand Ethiopian Renaissance Dam, a causa del possibile effetto sulle risorse idriche egiziane. Allo stesso tempo, l'Egitto ha interesse a mantenere dei buoni rapporti con gli Emirati Arabi Uniti, che sostengono le Rapid Support Forces ma che allo stesso tempo a inizio 2024 avevano annunciato un investimento di 35 miliardi di dollari in Egitto. La necessità di bilanciare questi molteplici interessi impedirebbe, secondo alcuni ufficiali sudanesi, un appoggio più esplicito alle Forze armate sudanesi.

### Emirati Arabi Uniti
Secondo un rapporto del gennaio 2023 di un gruppo di esperti delle Nazioni Unite, gli Emirati Arabi Uniti avrebbero fornito armi, droni e munizioni alle Rapid Support Forces: diverse volte alla settimana gli aerei carichi di armi atterravano all'aeroporto di Amdjarass, in Ciad, e poi venivano portati via tramite camion per essere consegnati alle RSF nel Darfur. Il gruppo di esperti ha ritenuto «credibili» le accuse di coinvolgimento degli Emirati Arabi Uniti. Secondo il New York Times, a Amdjarass un ospedale gestito dagli Emirati Arabi Uniti avrebbe medicato membri delle RSF, e alcuni di essi sarebbero stati trasferiti all'ospedale militare Zayed a Abu Dhabi. Gli Emirati Arabi Uniti negarono le accuse, sostenendo di non prendere parte al conflitto e che gli aerei contenessero aiuti umanitari.
Gli Emirati Arabi Uniti avevano già prima del conflitto dei rapporti stretti con il capo delle Rapid Support Forces Mohamed Hamdan Dagalo, che nel 2018 aveva fornito alcuni dei suoi mercenari per combattere in Yemen contro i ribelli Houthi. Secondo il New York Times, anche la rivalità con l'Egitto, che supporta le Forze armate sudanesi, potrebbe essere un fattore che ha spinto il paese a sostenere le RSF.

## Conseguenze del conflitto
Gli scontri tra l'esercito sudanese e le Rapid Support Forces ebbero pesanti conseguenze per la popolazione civile, sia perché direttamente coinvolte nei combattimenti o costrette a lasciare le proprie abitazioni, sia per i gravi episodi di carestia verificatisi nel Paese.

### Decessi
Non vi sono stime esatte sul numero di decessi dovuti al conflitto, ma varie fonti concordano che, dall'inizio degli scontri e la fine del 2024, furono uccise dalle 60 000 alle 150 000 persone. Un gruppo di studiosi di salute pubblica e di medicina di università belghe e statunitensi stimò a ottobre 2024 che i decessi totali oscillassero dalle 62 000 alle 130 000 persone. Una stima simile proviene da un articolo di ricercatori affiliati presso la London School of Hygiene & Tropical Medicine e altre istituzioni, non ancora sottoposto a revisione paritaria, che concluse che tra aprile 2023 e giugno 2024 nel solo Stato di Khartum sarebbero morte circa 61 000 persone, di cui 24 000 circa come conseguenza diretta dei combattimenti. Le difficoltà a calcolare con precisione le vittime del conflitto sono dovute al fatto che un grande numero di decessi non è riportato e che il calcolo delle vittime indirette, causate da indisponibilità di cibo, medicine e strutture mediche, è basato su delle stime.

### Sfollati

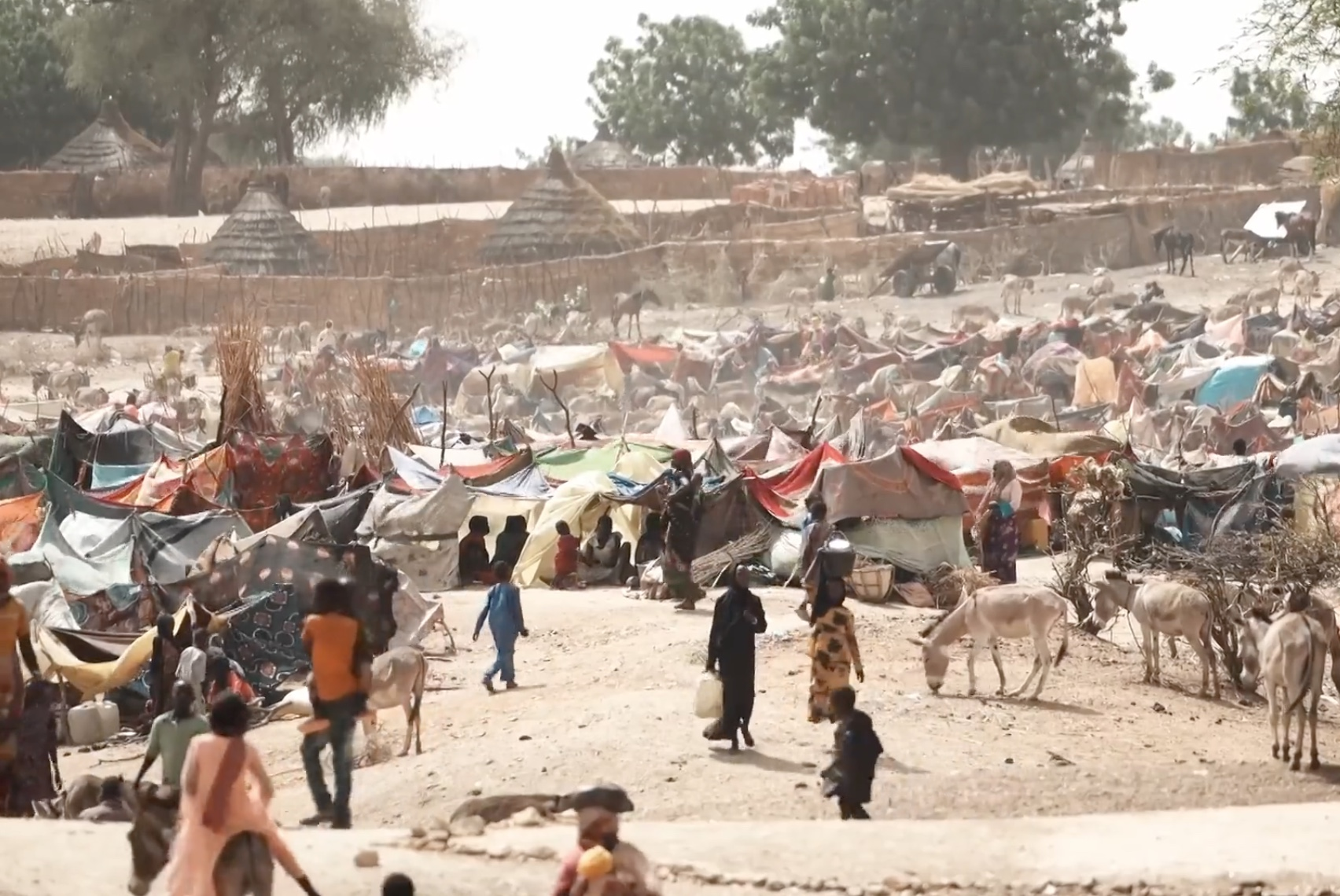
Un campo profughi in Ciad a maggio 2023

A causa dei combattimenti, molti civili dovettero lasciare le proprie abitazioni per rifugiarsi in altre località del Paese o in nazioni confinanti. Un rapporto dell'Organizzazione internazionale per le migrazioni registrò dal 15 aprile 2023 fino al 14 gennaio 2025 circa 8,83 milioni di nuovi sfollati interni e circa 3,47 milioni di nuovi profughi verso i Paesi confinanti, soprattutto Egitto, Sudan del Sud e Ciad. La maggioranza degli sfollati proveniva dagli Stati di Khartum, del Darfur Meridionale e del Darfur Settentrionale, e circa la metà erano persone sotto i 18 anni.

### Carestia

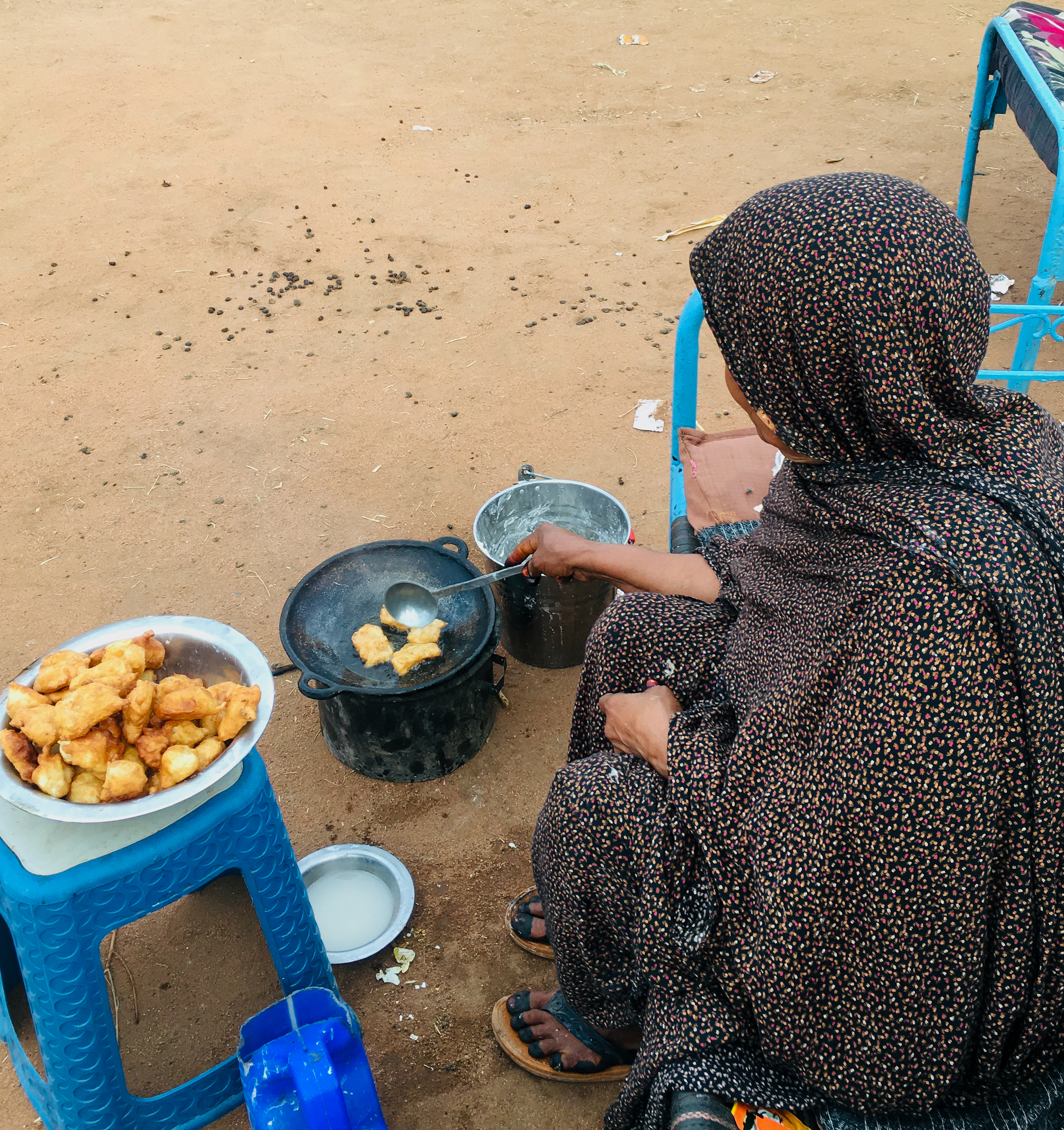
Paté in vendita in un mercato sudanese

A causa del conflitto, l'attività agricola del Paese venne gravemente compromessa: la produzione agricola nel 2023 fu inferiore alla media del Paese, a causa delle scarse piogge, delle difficoltà a accedere ai campi e al minore utilizzo di prodotti e macchinari. I contadini ebbero difficoltà a reperire fertilizzanti, diserbanti, e macchine agricole, in parte per una mancata disponibilità e in parte a causa di un peggioramento della situazione economica delle famiglie. La minore produzione agricola, la chiusura dei mercati, la debolezza della sterlina sudanese, la maggiore dipendenza da derrate alimentari importate dall'esterno, la distruzione di campi e infrastrutture e i saccheggi furono tutti fattori che contribuirono a aumentare drasticamente il costo degli alimenti di base: a maggio 2024 il prezzo della farina di grano aumentò del 247% rispetto alla media quinquennale, quello del sorgo del 383%, e quello delle capre del 399%. In aggiunta, entrambe le parti in lotta impedirono il passaggio di aiuti alimentari da parte di Medici senza frontiere e delle Nazioni Unite.
Come conseguenza, il livello di malnutrizione aumentò sensibilmente. Secondo l'Integrated Food Security Phase Classification (IPC), a giugno 2024 il Sudan ebbe a che fare con il peggior livello di insicurezza alimentare mai registrato nel Paese, con 25,6 milioni di persone in situazioni critiche di carenza di cibo. Nonostante l'arrivo della stagione del raccolto, si stima che anche nei mesi successivi situazioni di grave insicurezza alimentare abbiano coinvolto almeno 21 milioni di persone. Il rischio di carestia è presente in particolare nel Darfur, nel Kordofan, nello Stato di Gezira, e in alcune zone nello Stato di Khartum.